# Пушкін Кирило Павлович
Кири́ло Па́влович Пу́шкін (позивний «Поет»; 11 листопада 1996, Харків — 2 березня 2023, Оріхово-Василівка) — український доброволець, лейтенант, командир 2-го взводу 206 батальйону у складі 241 бригади територіальної оборони Збройних сил України, учасник російсько-української війни. Лицар Ордена Богдана Хмельницького III ступеня (2023, посмертно).

## Життєпис
Народився 11 листопада 1996 року у місті Харків у родині Вікторії та Павла Пушкіних. Прадіди Кирила воювали у другій світовій війні[джерело?].
Протягом 2016—2018 років, навчався у Харківському національному автомобільно-дорожньому університеті та здобув диплом спеціаліста, за спеціальністю будівництво та архітектура. Одночасно навчався на військовій кафедрі, де одержав військове звання молодшого лейтенанта запасу. 
Був вірянином Української православної церкви[джерело?].

### Повномасштабне вторгнення
Російське вторгнення Кирило зустрів удома, у місті Харків.
У серпні пройшов вишкіл із підготовки офіцерів в Одеській військовій академії за спеціальністю бойове застосування наземних підрозділів військової розвідки та приєднався до 206 батальйону у складі 241 бригади територіальної оборони Збройних сил України.
Брав участь у заходах, необхідних для забезпечення оборони України, захисту безпеки населення та інтересів держави у зв'язку з військової агресією Росії проти України н.п. Вовчанськ Чугуївського району Харківської області, н.п. Благодатне, н.п. Залізнянське, н.п. Оріхово-Василівка Бахмутського району Донецької області.
2 березня 2023 року Кирило Пушкін загинув у битві за Бахмут від множинних осколкових поранень, несумісних з життям, внаслідок обстрілів ворожої артилерії і танків.
Похований 7 березня 2023 року на Алеї Слави 18 кладовища у Харкові. Віддати останню честь прийшли друзі, колеги, вихователі, родичі та побратими.
2 березня 2024 р. на гімназії №111 у Салтівському районі Харкова, де навчався військовий у 2010-2012 рр., встановили пам’ятну дошку.

## Нагороди
- Лицар ордена Богдана Хмельницького III ступеня[4] (посмертно) — за особисту мужність, виявлену під час захисту державного суверенітету та територіальної цілісності України.
- Медаль «Захиснику Вітчизни» (посмертно)

## Військові звання
- лейтенант (2023);
- молодший лейтенант (2018)

## Вшанування пам'яті

### Топоніми
У місті Харків 02 березня 2024 року, у Харківській гімназії №111 (Салтівський район) відкрили меморіальну дошку загиблому захиснику України Кирилу Пушкіну.